# Rosales, Guanajuato
Rosales är en ort i Mexiko.   Den ligger i kommunen Comonfort och delstaten Guanajuato, i den centrala delen av landet, 220 km nordväst om huvudstaden Mexico City. Rosales ligger 1 900 meter över havet och antalet invånare är 483.
Terrängen runt Rosales är huvudsakligen kuperad, men den allra närmaste omgivningen är platt. Rosales ligger nere i en dal. Runt Rosales är det ganska tätbefolkat, med 149 invånare per kvadratkilometer. Närmaste större samhälle är Comonfort, 10,6 km väster om Rosales. I omgivningarna runt Rosales växer huvudsakligen savannskog.